# 埃及—以色列關係

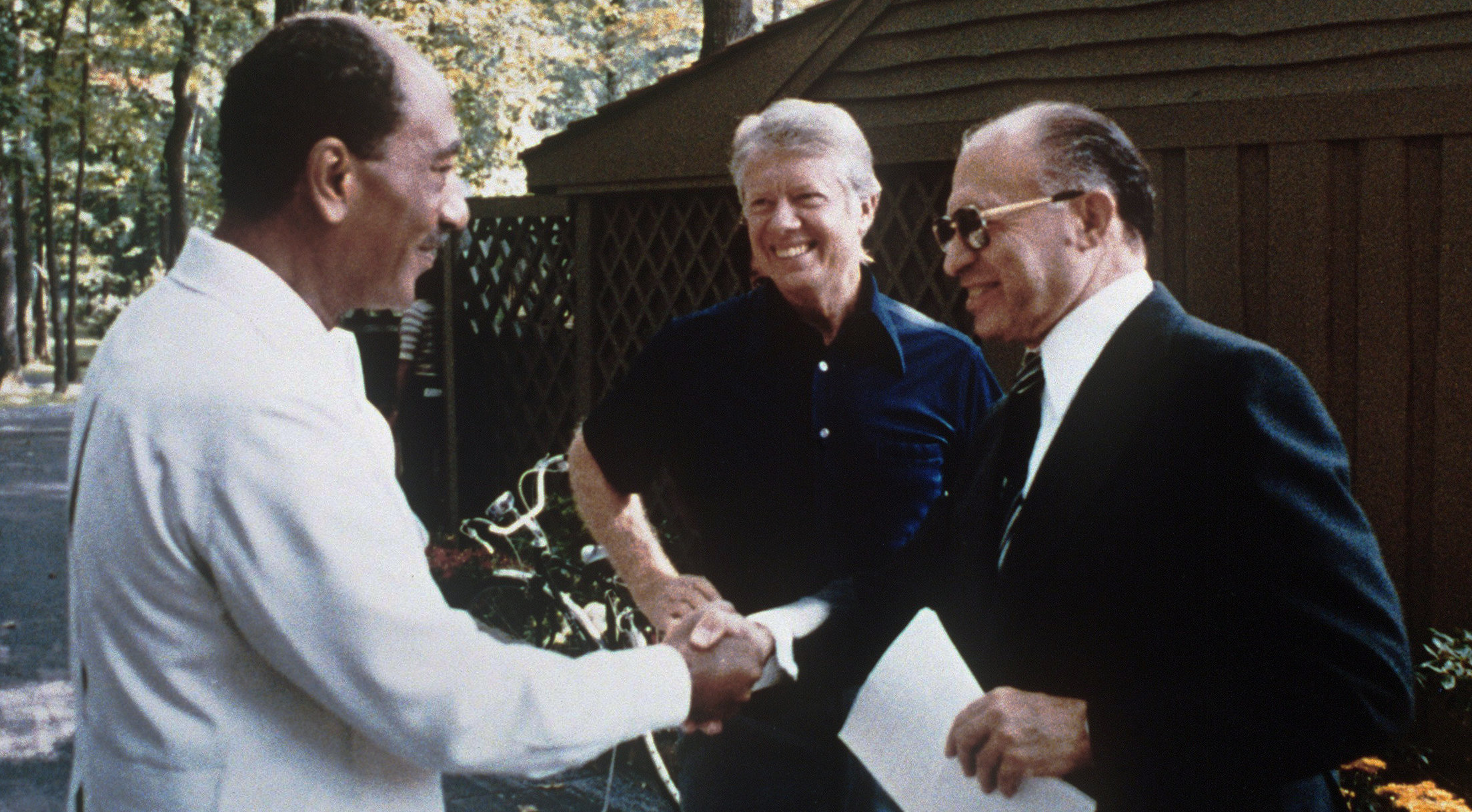
1978年，梅纳赫姆·贝京、吉米·卡特和安瓦尔·萨达特在戴维营

埃以关系是埃及和以色列之间的外交关系。两国之间的战争状态可以追溯到1948年的阿拉伯-以色列战争，1973年以赎罪日战争达到顶峰，1979年，在美国总统吉米·卡特的斡旋下，埃及-以色列签署了《戴维营协议》一年后签署了《埃及-以色列和平条约》。两国于1980年1月26日建立了全面外交关系。埃及在特拉维夫有大使馆，在埃拉特有领事馆。以色列在开罗有大使馆，在亚历山大有领事馆。
他们的共同边界有两个官方过境点，一个在塔巴，一个在尼扎纳。尼扎纳过境点只供商业和旅游使用。两国的边界也在红海的亚喀巴湾海岸线处会合。

## 国家比较
|                | 埃及                                       | 以色列                                      |
| -------------- | ------------------------------------------ | ------------------------------------------- |
| 人口           | 96,755,600 (2018)                          | 8,840,020 (2018)                            |
| 面积           | 1,002,450 km² (387,048 sq mi)              | 20,770/22,072 km² (8,019/8,522 sq mi)       |
| 人口密度       | 97人/平方公里（250人/平方英里）            | 401人/平方公里（1,037人/平方英里）          |
| 首都           | 开罗                                       | 耶路撒冷                                    |
| 最大城市       | 开罗                                       | 耶路撒冷                                    |
| 政治体制       | 半总统制                                   | 议会共和国                                  |
| 开国领袖       | 穆罕默德·納吉布                            | 大衛·本-古里昂                              |
| Current Leader | 阿卜杜勒-法塔赫·塞西                       | 班傑明·納坦雅胡                             |
| 官方语言       | 阿拉伯语                                   | 希伯来语                                    |
| 主要宗教       | 85% 伊斯兰教, 15% 基督教                   | 75.4% 犹太教, 16.9% 伊斯兰教                |
| GDP (nominal)  | US$ 275.748 billion (US$ 3,261 per capita) | US$ 272.737 billion (US$ 34,651 per capita) |
| GDP (PPP)      | US$ 576.350 billion (US$ 6,817 per capita) | US$ 274.504 billion (US$ 34,875 per capita) |
| 军费支出       | US$ 7.85 billion (GDP的3.1%)               | US$ 14.5 billion (GDP的6.9%)                |

## 历史

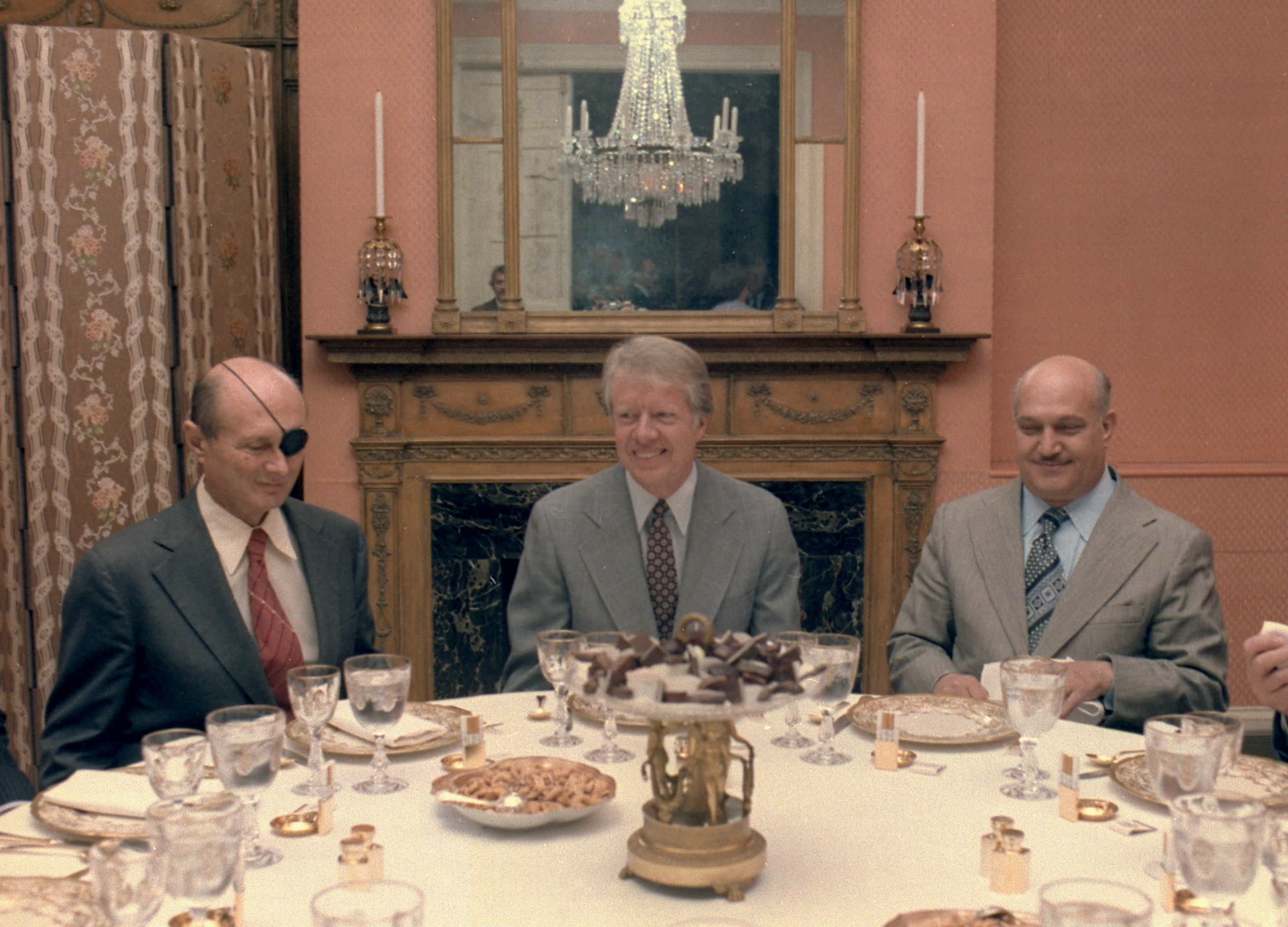
吉米·卡特，摩西·达扬和卡迈勒·哈桑·阿里，布莱尔大厦，1978年。

埃及和以色列之间的和平已经持续了30多年，埃及已经成为以色列重要的战略伙伴。2011年1月，以与埃及官员关系密切而闻名的前国防部长本亚明•本-埃利泽表示，“埃及不仅是我们在该地区最亲密的朋友，我们之间的合作也超越了战略范畴。”
然而，这种关系有时被描述为“冷和平”，许多埃及人对其有效性持怀疑态度。阿以冲突使两国关系保持冷淡，埃及媒体普遍存在反以色列的煽动性言论。

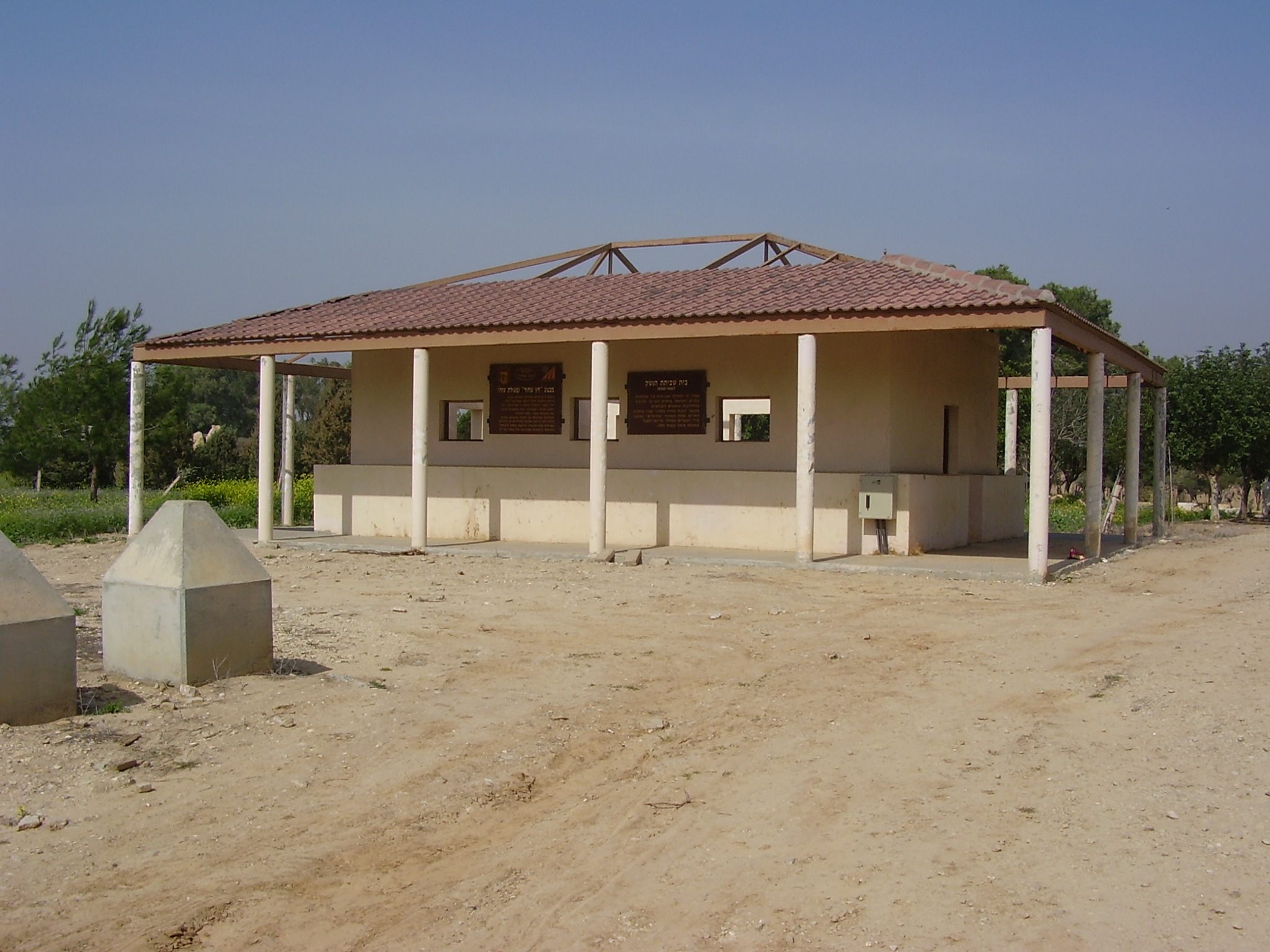
以埃停战委员会大楼

2003年，埃及空军的无人机进入以色列领空，飞越纳哈尔索雷克和帕尔玛金空军基地的核研究设施上空。以色列威胁要击落无人机。
尽管两国于1980年建立了外交关系，但埃及驻以色列大使在1982年至1988年期间被召回，并在2001年至2005年第二次起义期间再次被召回。
在穆巴拉克政府的最后几年里，与以色列进行接触的埃及主要官员一直是埃及情报部门的负责人奥马尔·苏莱曼。苏莱曼与穆巴拉克同时被赶下台，据说在2011年的事件中，以色列与埃及的沟通渠道非常少。
2011年5月，埃及向巴勒斯坦人开放拉法边境，破坏了以色列对加沙地带的封锁。埃及议会中的穆斯林兄弟会希望开放与加沙边境的贸易，据悉此举遭到埃及坦塔维政府的抵制。
2012年3月，加沙与以色列发生火箭交火后，埃及议会阿拉伯事务委员会敦促埃及政府从特拉维夫召回驻以色列大使，并驱逐以色列驻埃及大使。 这在很大程度上是象征性的，因为只有执政的军事委员会才能做出这样的决定。
2013年埃及政变后，以色列和埃及之间的关系有了显著改善，双方在西奈半岛叛乱问题上进行了密切的军事合作。值得注意的是，以色列允许埃及超出和平条约的规定，增加在西奈半岛部署的军队数量。这些事态发展，加上以色列和约旦关系的恶化，使一些人把埃及标榜为以色列在阿拉伯世界的“最亲密盟友” ，而另一些人则断言，两国关系仍然相对冷淡。尽管塞西的外交部长萨迈赫·舒凯里已经访问过以色列，但塞西仍坚持前几任埃及总统的政策，承诺在以色列承认巴勒斯坦建国之前，不会访问以色列。
2015年11月3日，埃及投票支持以色列加入UNOOSA(聯合國太空機構)，这是埃及历史上首次在联合国投票支持以色列。
在唐纳德·特朗普当选美国总统、穆罕默德·本·萨勒曼升任沙特王储之后，两国关系进一步改善。

## 和平条约的未来

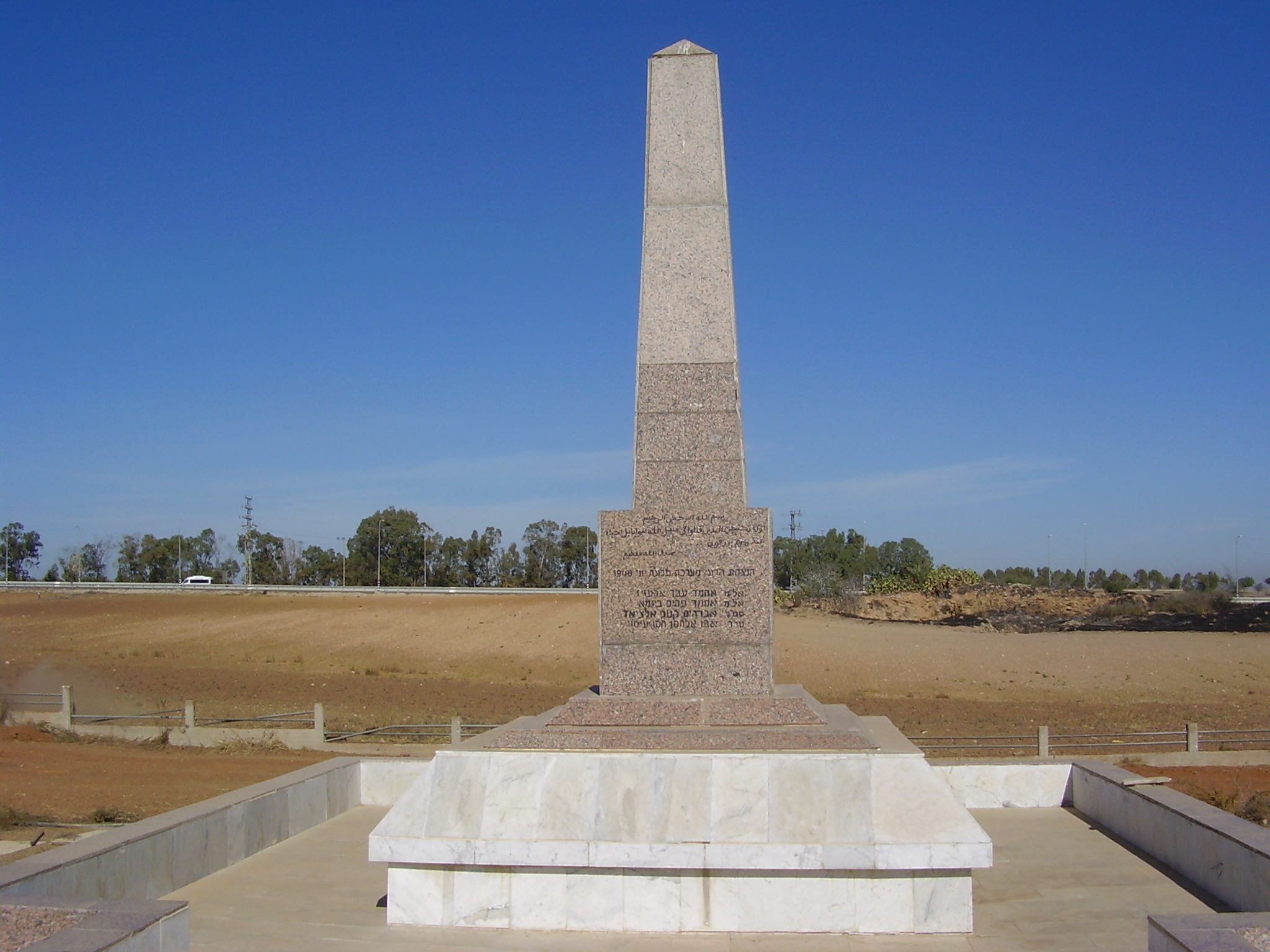
埃及军队在以色列的纪念碑

作为“阿拉伯之春”的一部分，2011年的埃及革命导致以色列对该条约的未来感到担忧。以色列总理内塔尼亚胡最初表示，他希望埃及新政府能遵守与以色列的和平条约，因为这对两国都有好处。2011年2月11日埃及军方掌权后，宣布埃及将继续遵守所有国际和地区条约。然而，以色列和埃及的关系达到了自1979年埃及和以色列和平条约以来的最低水平。随着西奈半岛恐怖活动的抬头，以及埃及大批抗议者在开罗街头对以色列表现出敌意，以色列和埃及的边界成为一个冲突和不稳定的地区。
在2011年以色列驻埃及大使馆遇袭事件中，数千名埃及示威者于9月9日周五闯入以色列驻开罗大使馆。驻扎在现场的埃及警察试图禁止进入，并向人群发射催泪瓦斯。示威者进入大楼的第一部分后，埃及突击队疏散了以色列大使和使馆工作人员。袭击发生后，以色列用飞机将以色列大使和大约85名其他外交官及其家人接走。袭击发生后，埃及军队宣布国家进入紧急状态。埃及官员谴责了这次袭击，并表示这些事件是外部阴谋的一部分，目的是破坏埃及的稳定和外交关系。
2012年，穆斯林兄弟会宣布支持和平条约，以色列总理本雅明内塔尼亚胡重申，只要和平条约得到尊重，他与穆斯林兄弟会打交道就没有问题。穆巴拉克下台后，埃及当局继续按照其条约义务保护西奈的以色列国防军纪念碑。2012年6月，穆斯林兄弟会候选人穆罕默德·穆尔西当选总统后，以色列人仍然对该条约持积极态度。
2012年8月，埃及军队未经以色列批准进入非军事区，违反了和平条约的条款。据报道，埃及还在以色列边境部署了防空导弹，此举显然是针对以色列的，因为西奈半岛的贝都因组织没有飞机。上世纪70年代，将防空导弹部署在苏伊士运河附近，是埃及在发动“十月战争”之前率先采取的行动。
然而，其他新闻机构报道说，埃及军方实际上缴获了防空、反坦克和杀伤武器，这些武器将被偷运到哈马斯控制的加沙地带。此外，他们还摧毁了100多条用于走私的隧道。

## 边境事件

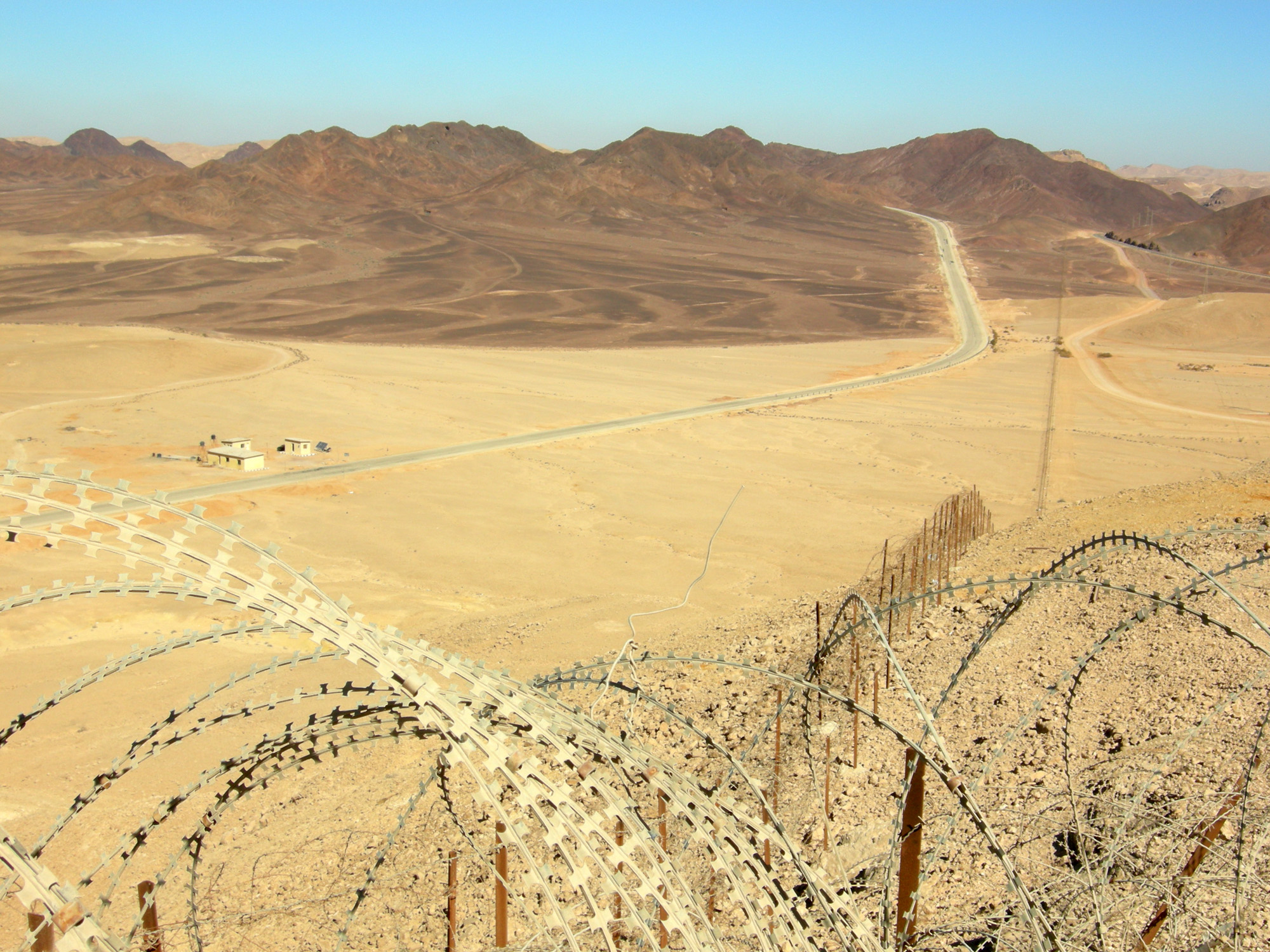
埃拉特以北的埃及-以色列边界

2011年以色列南部跨境袭击发生在8月;来自埃及的袭击者杀死了8名以色列人。据报道，八名袭击者被以色列安全部队击毙，另有两名袭击者被埃及安全部队击毙。五名埃及士兵也被杀。作为回应，抗议者冲进了以色列大使馆。在抗议期间，有人爬上以色列大使馆的屋顶，取下以色列国旗，然后被抗议者焚烧。
2012年8月5日，2012年埃及-以色列边境袭击事件发生，武装分子伏击了位于西奈半岛的埃及军事基地，杀死16名士兵，偷走了两辆装甲车，用来潜入以色列。袭击者突破凯里姆沙洛姆过境点进入以色列，其中一辆汽车爆炸。随后他们与以色列国防军发生交火，六名袭击者被击毙。没有以色列人受伤。
以色列正在其与埃及的边界上修建一道5米高的围栏，称为“以色列-埃及屏障”。这道围栏将延伸240公里，从北部的凯里姆沙洛姆通道一直延伸到南部的埃拉特。这道围栏原本计划用来阻挡来自非洲的难民和寻求庇护者的渗透，但随着穆巴拉克政权的倒台，这道围栏变得更加紧迫。

## 安全合作
2012年埃及-以色列边境袭击以及随后在西奈半岛针对埃及士兵的“鹰”行动加强了安全合作。埃及上校艾哈迈德·穆罕默德·阿里表示，“埃及正与以色列方面就埃及军队在西奈半岛的存在进行协调。他们知道这一点。在西奈半岛所有领土上部署武装部队并不违反埃及和以色列之间的和平条约。”

## 外交斡旋
2011年10月至12月期间，埃及前穆巴拉克时代的统治者在调解哈马斯和以色列之间的吉拉德·沙利特囚犯交换问题上发挥了重要作用，以换取以色列士兵吉拉德·沙利特的释放，交换条件是1027名巴勒斯坦囚犯。

## 经济联系
以色列出口与国际合作研究所的数据显示，2011年有117家在以色列开展业务的埃及出口商，以色列对埃及的出口增长了60%，达到2.36亿美元。
2011年2月11日至11月25日期间，从埃及到约旦和以色列的输气管道遭到8次袭击。埃及与以色列签订了20年的天然气出口协议。这项协议不受埃及公众欢迎，批评人士说，以色列以低于市场价的价格购买了这些天然气。2012年，埃及单方面停止了对以色列的天然气供应，因为以色列被指违反了其义务，并在几个月前停止了支付。以色列总理本杰明·内塔尼亚胡对这一决定持批评态度，他还坚称，停产与和平条约无关，而是“以色列公司与埃及公司之间的商业纠纷”;埃及大使里达还说，埃及政府认为这是商业分歧，而不是外交争端。外交部长阿维格多·利伯曼也说了同样的话，他补充说，这些天然气可能被用作埃及总统选举的竞选材料。国家基础设施部长乌齐·兰多否认了这一争端纯属商业性质的说法。